# Scinax acuminatus
A Scinax acuminatus a kétéltűek (Amphibia) osztályának békák (Anura) rendjébe és a levelibéka-félék (Hylidae) családjába tartozó faj.

## Előfordulása
A faj Brazíliában, Bolíviában, Paraguayban és Argentína északi részén él. Természetes élőhelye a nedves szavannák, szubtrópusi vagy trópusi nedves bozótosok, szubtrópusi vagy trópusi időszakosan nedves vagy elárasztott síkvidéki rétek, édesvizű tavak, időszaki édesvizű tavak, édesvizű mocsarak, időszaki édesvizű mocsarak, legelők, kertek, lepusztult erdők, pocsolyák, csatornák, árkok.